# Arnaud Dos Santos
Arnaud Dos Santos (Beautor, 19 september 1945) is een voormalige Franse voetballer. Als voetbalcoach trainde hij onder meer Lille OSC, RC Lens en Royal Mouscron-Péruwelz.
Van 2009 tot 2012 was hij scout bij Lille OSC. In de zomer van 2012 werd hij hoofdtrainer van Royal Mouscron-Péruwelz, waarmee Lille een samenwerkingsverband heeft. In december 2013 zette hij in onderling overleg een stap opzij.